# ماکیاس (واشینگتن)
ماکیاس (به انگلیسی: Machias) یک منطقهٔ مسکونی در ایالات متحده آمریکا است که در شهرستان اسنوهومیش، واشینگتن واقع شده‌است. ماکیاس ۵٫۹ کیلومتر مربع مساحت و ۱٬۱۷۸ نفر جمعیت دارد و ۳۶ متر بالاتر از سطح دریا واقع شده‌است.